# أستورة (سلماس)
أستورة هي قرية في مقاطعة سلماس، إيران. يقدر عدد سكانها بـ 281 نسمة بحسب إحصاء 2016.